# Награди „Оскар“ (17-а церемония)
Седемнадесетата церемония по връчване на филмовите награди „Оскар“ се провежда на 15 март 1945 година в Китайския театър на импресариото Сид Грауман в Лос Анджелис, Калифорния. На нея се връчват призове за най-добри постижения във филмовото изкуство за предходната 1944 година. Това е втората церемония състояла се в залата на този театър, след миналогодишния дебют. Този път събитието има двама водещи, режисьорът Джон Кромуел заедно със стария познайник, известния комедиант Боб Хоуп, негово четвърто водене на представлението.
За първи път, провеждането на церемонията се излъчва в националния радио ефир. Предаването е осъществено от компанията Ей Би Си (ABC).
Това е първата церемония, на която номинациите в категорията за най-добър филм са редуцирани до пет на брой, за разлика от досегашните десет.
Големият победител на вечерта е филма „Вървя си по пътя“ на режисьора Лео Маккери, номиниран в 10 категории, печелейки наградата в 7 от тях. Сред другите основни заглавия са „Уилсън“ на Хенри Кинг, „Светлина от газената лампа“ на Джордж Кюкор и хитовия филм „Двойна застраховка“ на Били Уайлдър по сценарий на Реймънд Чандлър.
Любопитен факт са двете номинации за актьора Бари Фицджералд. Той е номиниран за едно и също свое изпълнение във филма „Вървейки по своя път“, едновременно за най-добра главна и поддържаща роля. Прецедент, който повече не се повтаря.

## Номинации и Награди
Долната таблица показва номинациите за наградите в основните категории. Победителите са изписани на първо място с удебелен шрифт.
| Най-добър филм | Най-добър режисьор |
| --- | --- |
| - Вървя си по пътя - Двойна застраховка - Светлина от газената лампа - Откакто ти си отиде - Уилсън | - Лео Маккери – Вървя си по пътя - Били Уайлдър – Двойна застраховка - Ото Преминджър – Лора - Алфред Хичкок – Спасителна лодка - Хенри Кинг – Уилсън |
| Най-добра мъжка роля | Най-добра женска роля |
| - Бинг Крозби – Вървя си по пътя - Шарл Боайе – Светлина от газената лампа - Бари Фицджералд – Вървя си по пътя - Кари Грант – Само самотното сърце - Александър Нокс – Уилсън                           | - Ингрид Бергман – Светлина от газената лампа - Барбара Стануик – Двойна застраховка - Бети Дейвис – Господин Скефингтън - Клодет Колбер – Откакто ти си отиде - Гриър Гарсън – Госпожа Паркингтън |
| Най-добра поддържаща мъжка роля | Най-добра поддържаща женска роля |
| - Бари Фицджералд – Вървя си по пътя - Клифтън Уеб – Лора - Клод Рейнс – Господин Скефингтън - Монти Уули – Откакто ти си отиде - Хюм Кронин – Седмият кръст                                             | - Етъл Баримор – Само самотното сърце - Ейлин Макмахон – Потомството но дракона - Анджела Лансбъри – Светлина от газената лампа - Агнес Мурхед – Госпожа Паркингтън - Дженифър Джоунс – Откакто ти си отиде                                                                                                  |
| Най-добър оригинален сценарий | Най-добър адаптиран сценарий |
| - Уилсън – Ламар Троти - Поздравете победения герой – Престън Стърджис - Чудото на Морганс крийк – Престън Стърджис - Две момичета и моряк – Ричард Конъл и Гладис Леман - Крило и молитва – Джером Кади | - Вървя си по пътя – Франк Бътлър и Франк Кавет - Двойна застраховка – Реймънд Чандлър и Били Уайлдър - Светлина от газената лампа – Джон Балдерстън, Уолтър Рейч и Джон Ван Друтен - Лора – Джей Дратлер, Самюъл Хофенстейн и Елизабет Рейнхард - Посрещни ме в Сейнт Луис – Ървинг Бречер и Фред Финклехоф |

## Филми с множество номинации
Долуизброените филми получават повече от 2 номинации в различните категории за настоящата церемония:
- 10 номинации: Вървя си по пътя, Уилсън
- 9 номинации: Откакто ти си отиде
- 7 номинации: Двойна застраховка, Светлина от газената лампа
- 5 номинации: Момиче от корицата, Лора
- 4 номинации: Късмет, Посрещни ме в Сейнт Луис, Само самотното сърце
- 3 номинации: Приключенията на Марк Твен, Бразилия, Казанова Браун, Дама в мрака, Спасителна лодка

## Почетни награди
Боб Хоуп